# David Randall-MacIver
David Randall-MacIver (31 ottobre 1873 – 30 aprile 1945) è stato un archeologo ed egittologo inglese naturalizzato statunitense.
È famoso per gli scavi eseguiti nel Grande Zimbabwe, che portarono alla scoperta della prima prova fisica del fatto che il sito fosse stato costruito dagli Shona.

## Biografia
Randall-MacIver iniziò la propria carriera lavorando con Flinders Petrie in Egitto, scoprendo il tempio funerario di Sesostri III. Si spostò poi negli Stati Uniti d'America dove fu nominato curatore di egittologia del Penn Museum, Università della Pennsylvania, nel 1905.
Iniziò delle ricerche sulla relazione tra Egitto e Nubia, scoprendo alcuni dei più antichi reperti della cultura nubiana, databili al 3100 a.C. Tra il 1905 ed il 1906 Randall-MacIver condusse il primo studio dettagliato sul Grande Zimbabwe. L'assenza di qualsiasi manufatto di origine non africana lo portò a concludere che la struttura fosse stata costruita dagli abitanti locali. Gli studiosi precedenti avevano ipotizzato che fosse opera di commercianti arabi o fenici.
Randall-MacIver lasciò il Penn museum nel 1911, diventando bibliotecario della American Geographical Society fino al 1914, data in cui lasciò per lavorare come ufficiale dell'intelligence nella prima guerra mondiale. Nel 1921 si trasferì in Italia per studiare l'archeologia etrusca. Rimase in Italia durante la seconda guerra mondiale, aiutando in seguito gli statunitensi a conservarne i monumenti storici.

## Opere
- Arthur Thomson, David Randall-MacIver, The Ancient Races of the Thebaid, Clarendon Press, 1905.